# Maid Sama!
Maid Sama! (会長はメイド様!, Kaichō wa Meido-sama!,  lett. "The president is a maid!") is een shojo-manga, bedacht en getekend door Hiro Fujiwara. De manga bevat 18 volumes die van december 2005 t/m september 2013 werden gepubliceerd door Hakusensha.
De manga is tevens bewerkt tot een 26 afleveringen en 1 OVA tellende animeserie, welke van april t/m december 2010 in Japan te zien was.

## Plot
Het verhaal speelt zich af in Japan, op een school voor jongens: Seika High. Sinds kort worden meisjes ook toegelaten, maar omdat de meisjes nog steeds de minderheid zijn besluit Misaka Ayuzawa om de touwtjes in handen te nemen. Ze probeert van de school een veilige omgeving te maken voor de meisjes. Zelfs de leerkrachten spreken haar niet tegen. Misaka weet het zelfs te schoppen tot eerste vrouwelijke president van de schoolraad, maar krijgt zo bij haar mannelijke medestudenten de reputatie een jongenshatende tomboy en dictator te zijn.
Wat niemand op haar school echter weet is dat ze buiten schooltijd om stiekem parttime werkt als serveerster in een café om zo haar familie financieel te steunen. Takumi Usui, de populairste jongen van Seika High, ontdekt haar geheim, maar houdt dit voor zich. Wel komt hij sindsdien Misaki tot haar ongenoegen geregeld opzoeken in het café omdat hij een oogje op haar heeft.
Na een aantal gênante situaties, waarbij ze onder andere geconfronteerd wordt met een jeugdvriend, begint Misaki ook gevoelens te krijgen voor Usui. Hun relatie wordt echter bemoeilijkt door familieproblemen uit Usui’s verleden. Hij is namelijk het buitenechtelijk kind van een rijke Britse familie, en kan derhalve officieel geen relatie aangaan met meisjes die buiten zijn sociale klasse vallen. Uiteindelijk wordt Usui door zijn familie zelfs weggehaald uit Japan. Misaki stelt alles in werking om hem terug te vinden. Dat lukt, en in de epiloog, welke 10 jaar na de rest van de serie speelt, trouwen ze.

## Publicatie
Maid Sama! werd aanvankelijk gepubliceerd in het Shojo-mangatijdschrift LaLa, alvorens in volumes te worden uitgebracht. Tokyopop zorgde voor de distributie buiten Japan, alvorens de rechten overgingen naar Viz Media voor de Noord-Amerikaanse markt. Andere landen waar de manga is uitgegeven zijn Polen (Japonica Polonica Fantastica), Frankrijk (Pika Édition), Duitsland (Carlsen Verlag), Italië, Mexico en Brazilië (door Panini Comics), Taiwan (Everglory Publishing Co) en Indonesië (M&C Comic).
In oktober 2009 werd in LaLa aangekondigd dat de manga een bewerking tot Animeserie zou krijgen. Deze serie werd in Japan uitgezonden op TBS. De anime werd tevens vertoond op de Tokyo International Anime Fair. In Amerika is de serie door Anime Network vertoond.